# 安德鲁·詹姆斯·亨德森
安德鲁·詹姆斯·亨德森（英语：Andrew James Henderson，1950年9月8日—）是纽约植物园系统植物学研究所的棕榈系统学家和馆长。他撰写了140种植物、亚种和植物变种的分类学描述，尤其是棕榈科植物

## 教育
亨德森曾在格洛斯特郡的威克利夫学院和伦敦大学伯贝克学院接受教育。在1986年，他获得了“乔治·H·M·劳伦斯纪念奖”，金额为2000美元，由卡内基·梅隆大学亨特植物文献研究所颁发，并在美国植物学会的年度宴会上颁发。后来在1987年他获得了纽约市立大学的博士学位。
他于1987年加入纽约植物园。

## 作品
他撰写了几本书，包括《亚马孙棕榈树》（The Palms of the Amazon）和美洲棕榈树实地指南。